# 平岩白風
平岩 白風（ひらいわ はくふう、1910年 - 2005年7月6日）は、日本の伝統奇術である「手妻」の研究家として名高い。元新聞記者。
手妻研究の第一人者であり、また、様々な手品に精通。製作した道具は1万2000点にも及ぶ。『手づくりマジック』、『手づくりの手品用具』、『舞台奇術ハイライト』、『図説・日本の手品』『トランプ奇術とゲーム遊び』など、手品・奇術関連の著書も多数執筆。日本奇術協会会員で参与を務めた。2005年7月6日、96歳で死去。石造文化財研究者平岩毅（つよし）の兄にあたる。平岩毅・横浜国立大学教育学部卒　主な著書に、『石仏探索記録集』（房総石造文化財研究会）、『下総の五神名地神塔』、『袖ヶ浦市の石造文化財探訪』、『房総の石仏』、『日本の石仏』、その他、『人間曼荼羅』等の著書多数。